# Hope Dworaczyk
Hope Dworaczyk (ur. 21 listopada 1984 w Port Lavaca w stanie Teksas, USA) – amerykańska modelka, fotomodelka, aktorka polskiego pochodzenia.

## Życiorys
Ukończyła Hope High School w Port Lavaca w Teksasie. W 2000 roku została Miss Teen Texas. W 2009 roku została Playmate miesiąca kwiecień 2009 miesięcznika Playboy. Zdjęcia Hope prezentowało wiele amerykańskich magazynów. W 2010 roku została Playmate roku". Była związana z amerykańskim koszykarzem NBA Jasonem Kiddem. 25 lipca 2015 wyszła za mąż za amerykańskiego miliardera Roberta Smitha, z którym ma dwóch synów: Hendrixa Roberta (ur. 19 grudnia 2014) i Legenda Hendrixa Roberta (ur. 21 marca 2016).

## Filmografia
- 2009: "Deja View"
- 2009: "Charity Begins at Holmby"
- 2009: "Uncover Girls"
- 2009: "The S'more the Merrier"
- 2008–2009: "The Girls Next Door"
- 2008: "Scuba, Scuba, Do!"